# Naetrocymbe atractospora
Naetrocymbe atractospora är en svampart som först beskrevs av Alexander Zahlbruckner, och fick sitt nu gällande namn av R. C. Harris. Naetrocymbe atractospora ingår i släktet Naetrocymbe och familjen Naetrocymbaceae.   Inga underarter finns listade i Catalogue of Life.